# 通托国家森林
通托国家森林（英語：Tonto National Forest）是美国的一处国家森林，1905年建立。该森林占地面积2,873,200英畝（11,627平方），是亚利桑那州六处国家森林中最大的，也是全美第六大国家森林。森林风景丰富，海拔在1,400英尺（430）到7,400英尺（2,300）之间。